# 弗賴施塔特鎮區 (密蘇里州勞倫斯縣)
弗賴施塔特鎮區（英語：Freistatt Township）是位於美國密蘇里州勞倫斯縣的一個行政鎮區。

## 地方資料
弗賴施塔特鎮區的面積為54.60平方千米，當中陸地面積為54.57平方千米，而水域面積為0.03平方千米。根據2020年美國人口普查的數據，當地共有人口572人，而人口密度為每平方千米10.48人。